# Eggelidtjärnen
Eggelidtjärnen är en sjö i Skellefteå kommun i Västerbotten och ingår i Skellefteälvens huvudavrinningsområde. Sjön har en area på 0,0174 kvadratkilometer och ligger 63,4 meter över havet.

## Delavrinningsområde
Eggelidtjärnen ingår i det delavrinningsområde (718713-173702) som SMHI kallar för Utloppet av Eggelidtjärnen. Medelhöjden är 103 meter över havet och ytan är 0,97 kvadratkilometer. Det finns inga avrinningsområden uppströms utan avrinningsområdet är högsta punkten. Vattendraget som avvattnar avrinningsområdet har biflödesordning 4, vilket innebär att vattnet flödar genom totalt 4 vattendrag innan det når havet efter 31 kilometer. Avrinningsområdet består mestadels av skog (71 procent) och öppen mark (23 procent).